# Kendra Harrison
Kendra Harrison, född den 18 september 1992 i Tennessee, USA, är en amerikansk friidrottare som tävlar i häcklöpning. Harrison gick i skola vid University of Kentucky och tävlade för Kentucky Wildcats.
Den 22 juli 2016 slog hon nytt världsrekord på 100 meter häck med tiden 12,20 sekunder och raderade därmed ut Jordanka Donkovas rekord från 1988 med en hundradel. Harrison missade däremot uttagningarna till OS 2016. 2022 blev hennes världsrekord slaget av Tobi Amusan.
Harrison tog guld på 60 meter häck vid inomhus-VM 2018 och vid världsmästerskapen i friidrott 2019 tog hon en silvermedalj på 100 meter häck. Vid olympiska sommarspelen 2020 i Tokyo tog Harrison silver på 100 meter häck.